# RAR (фајл формат)
RAR је власнички фајл формат за компресију и архивирање података. Аутор је Евгениј Рошал, по коме је и добио име (Рошал Архива). Степен компресије је бољи него код старијих алгоритама компресије као што су ЗИП и гзип, али је и брзина компресије и декомпресије мања. По односу степена и брзине компресије близак му је отворени 7-зип формат. RAR има добру подршку за архиве подељене на више мањих делова, као и подршку за јаку енкрипцију архива.